# 5月27日 (旧暦)
旧暦5月27日は、旧暦5月の27日目である。六曜は先勝である。

## できごと
- 天平15年（ユリウス暦743年6月23日） - 墾田永年私財法の勅令。開墾した土地の私有を許可
- 寿永元年（ユリウス暦1182年6月29日） - 兵乱と三合の厄を避ける為、養和より寿永に改元
- 永和元年/天授元年（ユリウス暦1375年6月26日） - 南朝が文中より天授に改元
- 弘化3年（閏5月）（グレゴリオ暦1846年7月20日） - アメリカの東インド艦隊司令長官ジェームズ・ビドルが浦賀に来航し通商を要求。幕府は拒否

## 誕生日
- 建長元年（ユリウス暦1249年7月9日） - 亀山天皇、90代天皇（+ 1305年）
- 明治元年（グレゴリオ暦1868年7月16日） - 広瀬武夫、海軍軍人・日露戦争初の軍神（+ 1904年）

## 忌日
- 文永10年（ユリウス暦1273年6月13日） - 北条政村、鎌倉幕府7代執権（* 1205年）